# 程綬
程绶（？年—？年），字朝章，順天府通州籍浙江兰溪人。明朝政治人物。

## 生平
嘉靖四年（1525年）乙酉科順天府鄉試舉人，嘉靖五年（1526年）丙戌科二甲七十六名進士，歷官山西按察司佥事，分守口北道，奉命修飭宣府邊牆墩台。